# 2018 في مصر
فيما يلي قوائم الأحداث التي وقعت خلال عام 2018 في مصر.

## سياسة

### تعيين
- رئيس الوزراء: مصطفى مدبولي
- وزير الداخلية : محمود توفيق

### انتهاء
- رئيس الوزراء: شريف إسماعيل
- وزير الداخلية : مجدي عبد الغفار

## أحداث
- 1 مارس – انتخابات الرئاسة المصرية 2018
- 16 أكتوبر - إعلان اتفاق مع البنك الدولي لتمويل مصر بقيمة 3 مليارات دولار أمريكي.[1]
- 2 نوفمبر - إطلاق نار على حافلة تقل مواطنين مسيحيين في المنيا. أدى لمقتل 9 أشخاص.

## أفلام
من الأفلام التي صدرت هذه السنة في مصر:
- 1 يناير – تراب الماس من إخراج مروان حامد.
- 6 يناير – عقدة الخواجة من إخراج بيتر ميمي.

## وفيات

### يناير
- 1 يناير – إبراهيم نافع (مواليد 1934) صحفي وكاتب مصري.
- 18 يناير – صبري موسى (مواليد 1932) كاتب روائي وصحفي وسيناريست مصري.

### فبراير
- 18 فبراير – محمد متولي (مواليد 1945) ممثل مصري.

### مارس
- 3 مارس – محمد سلامة (مواليد 1958) لاعب كرة قدم ومستشار فني مصري.
- 11 مارس – صفي الدين أبو شناف (مواليد 1931) قائد عسكري مصري، شغل منصب رئيس أركان حرب القوات المسلحة المصرية.
- 13 مارس – سمير زاهر (مواليد 1943) لاعب كرة قدم مصري ورئيس مجلس إدارة الاتحاد المصري لكرة القدم.
- 26 مارس – لويس جريس (مواليد 1928) كاتب وصحفي وناقد مصري.
- 29 مارس – محمد شاكر (مواليد 1933) دبلوماسي مصري رأس البعثة الدبلوماسية المصرية في كثير من الدول والهيئات العالمية.

### أبريل
- 2 أبريل – أحمد خالد توفيق (مواليد 1962) مؤلف وروائي وطبيب مصري.
- 8 أبريل – آمال فهمي (مواليد 1926) إعلامية ومذيعة مصرية.
- 26 أبريل - علي المنوفي أستاذ جامعي ومترجم مصري.

## استشهادات
1. ↑  "اتفاق جديد يدعم مصر بـ3 مليارات دولار". سكاي نيوز عربية. 16 أكتوبر 2018. مؤرشف من الأصل في 2019-04-03. اطلع عليه بتاريخ 2018-10-16.